# Bas van 't Wout
Bastiaan (Bas) van 't Wout (Amersfoort, 22 april 1979) is een Nederlands bestuurder en voormalig politicus namens de Volkspartij voor Vrijheid en Democratie (VVD). Van 20 januari tot 24 mei 2021 was hij minister van Economische Zaken en Klimaat in het kabinet-Rutte III. Eerder was hij vanaf 9 juli 2020 staatssecretaris van Sociale Zaken en Werkgelegenheid. Daarvoor was hij bijna acht jaar lid van de Tweede Kamer.

## Biografie

### Opleiding en loopbaan
Van 't Wout ging van 1991 tot 1997 naar het gymnasium op het Corderius College in Amersfoort. Van 1997 tot 2003 studeerde hij geschiedenis aan de Vrije Universiteit Amsterdam (niet afgerond). In 2002 werkte hij als medewerker politiek en onderzoek bij Progress Management Group in Amsterdam. Van 2003 tot 2005 was hij oprichter en partner van uwIdee.nl De Veth & Van ‘t Wout. Van 2007 tot 2012 was hij strategisch adviseur en gespreksleider bij Bureau &MAES in Amsterdam.

### Politieke loopbaan
Van ‘t Wout was lid van het hoofdbestuur bij de JOVD. Hij werd in 2001 fractiemedewerker en in 2002 beleidsmedewerker van de VVD in Amsterdam. Van 2002 tot 2003 was hij politiek assistent van Eerste Kamerlid Paul Luijten. Van 2003 tot 2004 was hij politiek assistent van wethouder en locoburgemeester in Amsterdam Geert Dales. Van 2004 tot 2005 was hij politiek assistent van gemeenteraadslid en fractievoorzitter van de VVD in Amsterdam Eric van der Burg. Hij was campagneleider van de VVD in Amsterdam voor de gemeenteraadsverkiezingen van 2006. Van van 12 juli 2006 tot 20 september 2012 was hij zelf lid van de gemeenteraad van Amsterdam.
Van 't Wout was van 2005 tot 2007 politiek assistent van staatssecretaris van Onderwijs, Cultuur en Wetenschap en fractievoorzitter van de VVD in de Tweede Kamer Mark Rutte. Hij was van 20 september 2012 tot 2 juli 2020 lid van de Tweede Kamer. Bij de Tweede Kamerverkiezingen 2012 stond Van 't Wout op plaats 27, en werd als zodanig gekozen. Hij kreeg 1178 voorkeursstemmen. Bij de Tweede Kamerverkiezingen 2017 stond hij op plek 13 en werd opnieuw gekozen. Tot 26 oktober 2017 was hij woordvoerder Langdurige zorg, Wmo en Sociale zaken en werkgelegenheid. Vanaf 26 oktober 2017 was hij vicefractievoorzitter van de VVD en woordvoerder Algemene Zaken en Koninklijk Huis.
Hij volgde 9 juli 2020 Tamara van Ark op als staatssecretaris van Sociale Zaken en Werkgelegenheid. Een half jaar later werd Van 't Wout op 20 januari 2021 benoemd tot minister van Economische Zaken en Klimaat na het opstappen van Eric Wiebes. Hij stond op plek zes van de kandidatenlijst van de VVD voor de Tweede Kamerverkiezingen 2021 en kreeg 4.075 voorkeursstemmen. Op 31 maart 2021 werd hij opnieuw beëdigd als Tweede Kamerlid. Vanwege een burn-out trad hij op 24 mei 2021 tijdelijk terug als minister van Economische Zaken. Zijn ministerie werd waargenomen door Stef Blok, maar vanwege de hoge werkdruk werd ook Dilan Yeşilgöz-Zegerius benoemd als tweede staatssecretaris van het ministerie. Op 2 juni werd hij ook tijdelijk vervangen door Jan Klink als Tweede Kamerlid. Van 't Wout bleef wel formeel minister, maar dan niet belast met een ministerie. Toen het kabinet-Rutte IV aantrad op 10 januari 2022 werd hem pas ontslag verleend.

### Privé
Van 't Wout is gehuwd en heeft twee kinderen. Zijn grootvader Nicolaas van 't Wout was ARP/CDA-burgemeester van Valkenburg (Zuid-Holland).
- Parlement.com: vizzce7aemkj